# Byttneria corylifolia
Byttneria corylifolia är en malvaväxtart som beskrevs av Alexander von Humboldt, Amp; Bonpl., Johann Jakob Roemer och Schult.. Byttneria corylifolia ingår i släktet Byttneria och familjen malvaväxter. Inga underarter finns listade i Catalogue of Life.